# Plebicula postargester
Plebicula postargester är en fjärilsart som beskrevs av Ruggero Verity 1934. Plebicula postargester ingår i släktet Plebicula och familjen juvelvingar. Inga underarter finns listade i Catalogue of Life.